# Salpicón

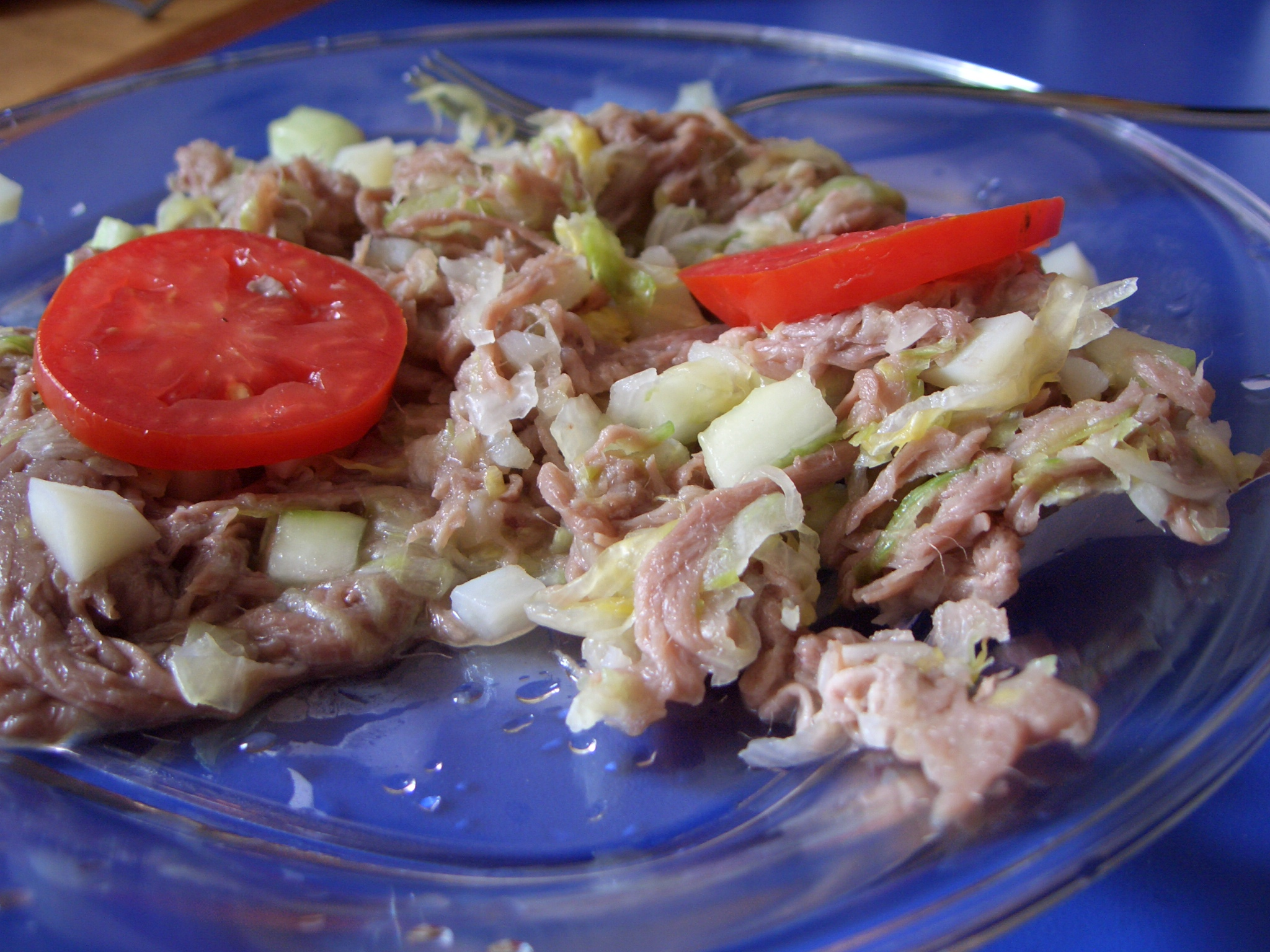
Salpicón de res (Salpicón mit Rindfleisch)

Salpicón [salpiˈkon] bezeichnet eine Zubereitung aus einer oder mehreren kleingeschnittenen, mit einer Soße gebundenen Zutaten. Diese können Fleisch, Fisch, Gemüse oder Früchte sein. Salpicón kann als Vorspeise in Krustaden gefüllt werden. Das Wort leitet sich von salpicar, spanisch bespritzen, besprenkeln, beflecken ab, was sich wiederum von sal (Salz) und picar (zerhacken, zerkleinern) herleitet.

## Geschichte
Der Hispanist Sebastián de Covarrubias y Orozco beschrieb das Wort in seinem Wörterbuch Tesoro de la lengua castellana, o española (1611) als «carne picada y aderezada con sal», „gehacktes Fleisch mit Salz zubereitet“. Auch Miguel de Cervantes erwähnt das Gericht im zweiten Teil seines Don Quijote (1615), ebenso der Schriftsteller Francisco de Quevedo. Der französische Koch Auguste Escoffier beschrieb das Gericht Salpicon 1903 in seinem Kochkunstführer.